# KV3
Das altägyptische Grabmal KV3 nahe dem Hauptzugangsweg im Tal der Könige gelegen, sollte ursprünglich das Grab für einen Sohn von Pharao Ramses III. sein.
KV3 ist seit der Antike offen und wurde von Reisenden, wie Richard Pococke (1737/38), James Burton (1825) oder Karl Richard Lepsius (1844/45) besucht. Erste Ausgrabungsarbeiten um den Eingang herum unternahmen von 1904 bis 1906 Edward Russell Ayrton und James Edward Quibell. 1912 folgte die Freilegung des Grabes durch Harry Burton für Theodore M. Davis.
Dem Inhalt eines hieratischen Ostrakons im Ägyptischen Museum Berlin (Berlin Ostrakon P. 10663) nach begab sich im 28. Regierungsjahr von Ramses III. ein Arbeitstrupp in das Tal, „um das Grab eines Prinzen Seiner Majestät zu begründen“. Der Prinz ist namentlich nicht genannt, jedoch wird vermutet, dass es sich um dessen Sohn Ramses IV. handelt. Es gibt jedoch keine Hinweise darauf, dass in diesem Grab jemals eine königliche Bestattung stattgefunden hat.
An Dekorationen fanden sich nur restliche Spuren am Zu- und Ausgang des zweiten Eingangskorridors sowie an dessen Längswänden. Beide Wände zeigen jeweils drei Szenen mit Ramses III., gefolgt von einem namenlosen Prinzen, die verschiedenen Göttern gegenüberstehen. Am oberen Rand des Korridors befinden sich Kartuschen von Ramses III. Bereits Lepsius erwähnte Bilder von Ramses III. im Korridor sowie auf dessen Zu- und Ausgang. Außerdem bemerkte er bei seinem Besuch Farbspuren in den Gewölbekammern. Vermutlich waren ursprünglich mehr Wanddekorationen vorhanden, wobei angenommen wird, dass das Dekorationsprogramm auf der Darstellung der Litanei des Re basierte, wie es für diese Zeit üblich war.
Ziegelsteine und Reste von Säulen aus Sandstein weisen darauf hin, dass das Grabmal KV3 als christliche Kapelle während des byzantinischen Reiches gedient hat.

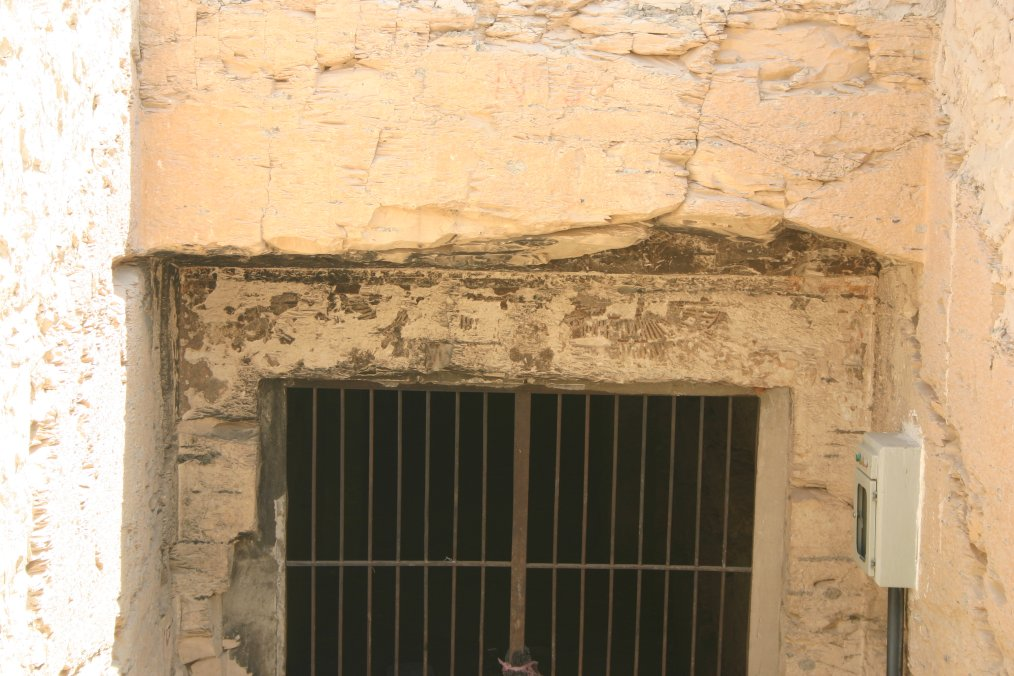
Eingang zur Grabanlage
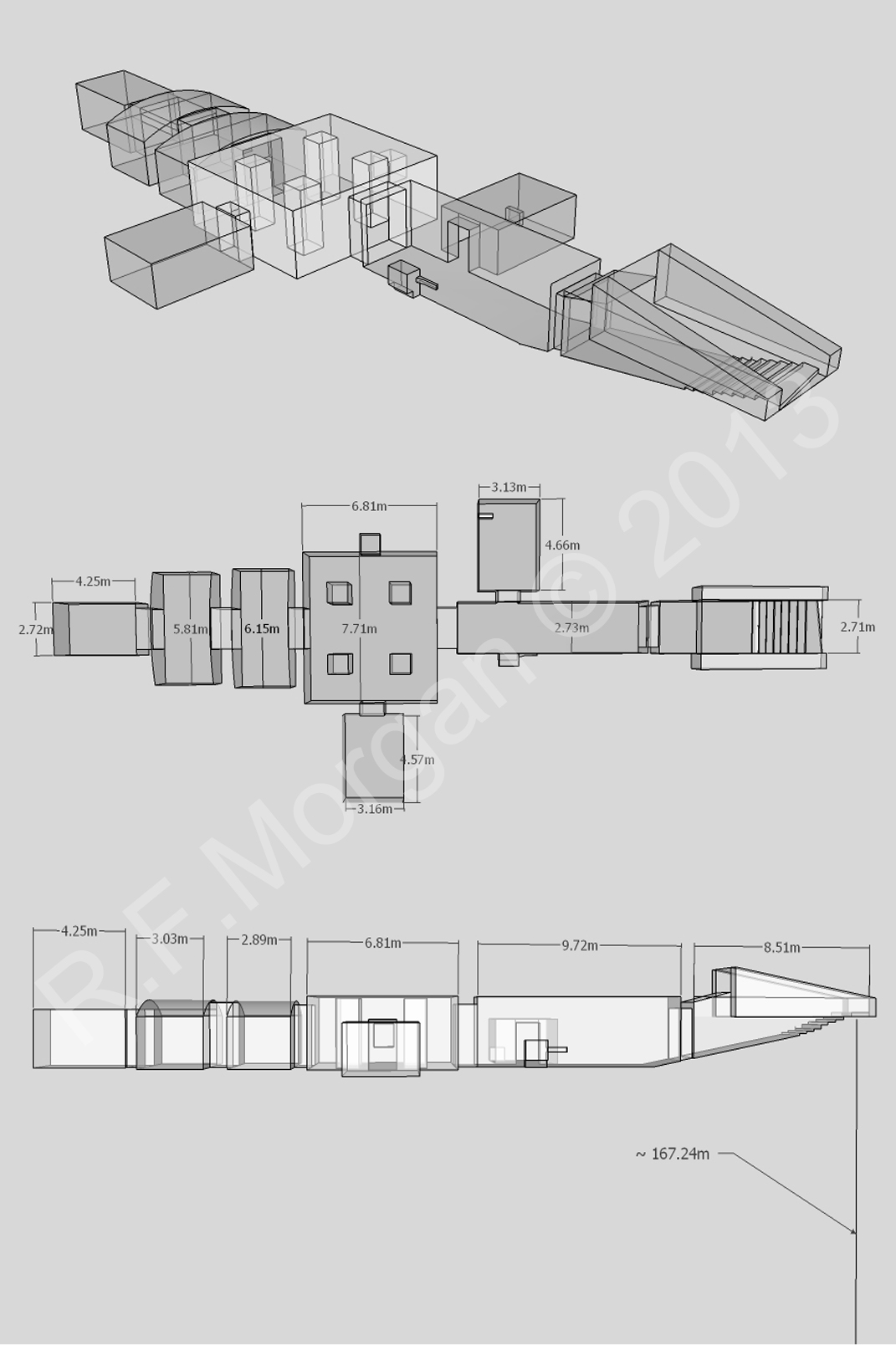
Isometrische Darstellung, Grundriss und Schnittzeichnung des Grabes